# Mus platythrix
Espèce
Synonymes
- Leggada bahadur Wroughton & Ryley, 1913
- Leggada grahami Ryley, 1913
- Leggada hannygtoni Ryley, 1913

Statut de conservation UICN

 LC  : Préoccupation mineure
Mus platythrix ou Mus (Pyromys) platythrix, la Souris à tête plate, Souris aux poils plats ou Souris aux cheveux plats, est une espèce de rongeurs de la famille des Muridae.